# Partitu di a Nazione Corsa
Partitu di a Nazione Corsa (francouzsky Parti de la Nation Corse, v překladu do češtiny Strana korsického národa) je politická strana ve Francii. Jejím cílem je autonomie Korsiky. Byla založena v Corte v roce 2002 členy tří korsických stran Unione di u Populu Corsu, A Scelta Nova a A Mossa Naziunale. Strana odmítá násilí páchané Fronte di Liberazione Naziunale di a Corsica. Je členem Evropské svobodné aliance.